# Puerto Rico FC
Der Puerto Rico Football Club war ein puerto-ricanisches Fußball-Franchise der North American Soccer League aus Bayamón, Puerto Rico. Das Franchise wurde 2015 gegründet und nahm ab Sommer 2016 zur Fall Season den Spielbetrieb auf.
Die Heimspiele wurden im Estadio Juan Ramón Loubriel ausgetragen.

## Geschichte
Der Puerto Rico FC wurde am 11. Juni 2015 gegründet. Als erster Trainer wurde der Engländer Adrian Whitbread verpflichtet. 2017 wurde der Verein aufgelöst.

## Stadion
- Estadio Juan Ramón Loubriel; Bayamón, Puerto Rico (2016–2017 )

## Eigentümer
Eigentümer des Franchises war der US-amerikanische Basketballspieler Carmelo Anthony, dessen Vater aus Puerto Rico stammt.